# Бельгия на летних Олимпийских играх 1960
Бельгия принимала участие в Летних Олимпийских играх 1960 года в Риме (Италия) в двенадцатый раз за свою историю, и завоевала две бронзовые и две серебряные медали. Сборная страны состояла из 101 спортсмена (93 мужчины, 8 женщин), выступивших в соревнованиях по 16 видам спорта.

## Медалисты
| Медаль  | Спортсмен            | Вид спорта      | Дисциплина                        |
| ------- | -------------------- | --------------- | --------------------------------- |
| Серебро | Роже Мунс            | Лёгкая атлетика | Мужчины, 800 м                    |
| Серебро | Лео Стеркс           | Велоспорт       | Мужчины, спринт                   |
| Бронза  | Андре Нелис          | Парусный спорт  | Класс «Финн»                      |
| Бронза  | Вилли ван дер Берген | Велоспорт       | Мужчины, групповая гонка по шоссе |